# FOMA
FOMA (viết tắt của Freedom of Mobile Multimedia Access) là thương hiệu của dịch vụ viễn thông 3G dựa trên công nghệ W-CDMA đang được phát triển bởi nhà cung cấp dịch vụ viễn thông di động Nhật Bản NTT DoCoMo. Nó được xây dựng theo Hệ thống viễn thông di động toàn cầu (UMTS) và là dịch vụ điện thoại di động mang tính thương mại đầu tiên trên thế giới ứng dụng truyền thông di động 3G.
NTT DoCoMo cũng cung cấp dịch vụ HSPA gọi là FOMA High-Speed (FOMAハイスピード), trong đó tốc độ đường truyền tải xuống lên đến 7,2 Mbit/giây tốc độ tải lên đến 5,7 Mbit/giây.